# 우쭝셴 (1962년)
우쭝셴(중국어: 吳宗憲, 병음: Wú Zōngxiàn, 한자음: 오종헌, 1962년 9월 26일 ~ )은 타이완의 진행자, 가수, 음반 제작자 및 배우이다.